# Баје (Алије)
Баје (фр. Bayet) насеље је и општина у централној Француској у региону Оверња, у департману Алије која припада префектури Мулен.
По подацима из 2011. године у општини је живело 674 становника, а густина насељености је износила 29,85 становника/km². Општина се простире на површини од 22,58 km². Налази се на средњој надморској висини од 235 метара (максималној 290 m, а минималној 237 m).

## Демографија
| 1962. | 1968. | 1975. | 1982. | 1990. | 1999. | 2011. |
| ----- | ----- | ----- | ----- | ----- | ----- | ----- |
| 550   | 607   | 593   | 528   | 556   | 606   | 674   |

График промене броја становника у току последњих година